# آندریاس کوفنر
آندریاس کوفنر (آلمانی: Andreas Kuffner؛ زادهٔ ۱۱ مارس ۱۹۸۷) قایقران روئینگ اهل آلمان است.